# بییارخو دل بایه
بییارخو دل بایه دهستانی در استان آبیلای اسپانیا است.
در این دهستان ۴۹۶ نفر زندگی می‌کنند. مساحت این دهستان ۴۱٫۷۴ کیلومتر مربع است.